# منتزه سيرا دو غانداريلا الوطني
منتزه سيرا دو غانداريلا (بالبرتغالية: Parque Nacional da Serra do Gandarela‏) هو منتزه وطني بمساحة 32,270.83 هكتارا في ولاية ميناس جرايس البرازيلية يعد محمية لمنطقة جبلية تضم ما تبقى من الغابة الأطلسية والتي تعد مصدرا هاما للمياه لمدينة بيلو هوريزونتي.
يقع المنتزه، والذي يُشكِّل محمية طبيعية، على بعد 40 كيلومترا جنوب شرق مدينة بيلو هوريزونتي ويمتد ليغطي أجزاء من بلديات كايتي (2.37%) و إيتابريتو (10.01%) و ماريانا (0.23%) و نوفا ليما (1.99%) و أورو بريتو (9.91%)، و رابوسس (10.8%) و ريو أكيما (19.46%) و سانتا باربرا (45.22%)، جميعها في ولاية ميناس جرايس. وتقع أجزاء من المنتزه ضمن منطقة بيلو هوريزونتي العظمى. 
يمتد المنتزه في المجال الحيوي للغابة الأطلسية ويحوي على أكبر أجزاء سليمة متبقية منها في ولاية ميناس غيراس، أغلبها بحالة ممتازة. وتغذي المياه من المنتزة أحواض نهر داس فيلهاس، الذي يرفد أنهار ساو فرانسيسكو و بيركيكابا و دوكو. ويزود داس فيلهاس 60% من مياه مدينة بيلو هوريزونتي و 45% من منطقتها بيلو هوريزونتي العظمى، وهي مياه نقية لا تحتاج للكثير من التنقية. ويحتوي المنتزه على أكثر من 100 كهف يوجد فيها كائنات نادرة وآثار تاريخية.

## التاريخ

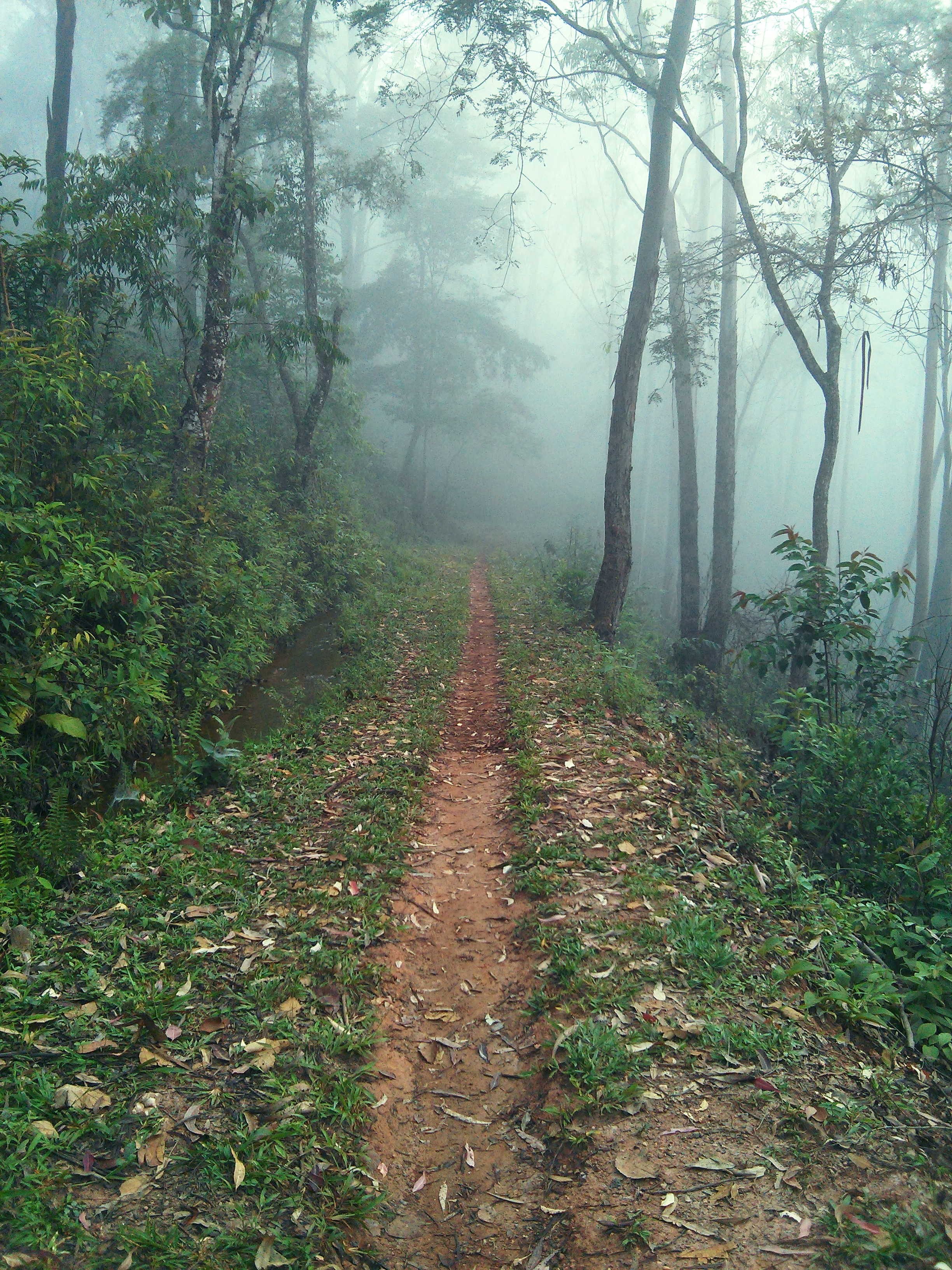
الغابة بالقرب من نوفا ليما

أعدّت مؤسسة تشيكو مينديز للمحافظة على التنوع الحيوي (ICMBio)، بطلب من عدة منظمات مدنية، مقترحا لإنشاء المنتزه لحماية أهم مصادر المياه لبيلو هوريزونتي والتي كانت تهددها عمليات تعدين الحديد. أوصى المقترح الأصلي الذي أُعدّ في عام 2010 بحماية مساحة تبلغ 38,220 هكتارا، لكن هذه المساحة أنقصت لما هي عليه الآن. وطرح المشروع للنقاش شعبيا في 10 أبريل 2012.
أنشئ المنتزه بمرسوم فيدرالي في 13 أكتوبر 2014. وفي نفس المرسوم، أضيف أكثر من 30,000 هكتارا على محمية ميديو هورويا الاستغلالية في أمازوناس، وأُنشئ منتزه غواريكانا الوطني في بارانا، ومحمية باسينتس غيرايزاس للتطوير المستدام في ميناس جيراس. والمنتزه مصنف من الدرجة الثانية (منتزه وطني) في نظام تصنيف المحميات الدولي (IUCN protected area categories). ويهدف إنشاؤه إلى حماية عينات بيولوجية وجيولوجية واستغوارية ومائية أثرية من تكوينات كوادريلاتيرو فيريفرو التي تحوي المراعي الشاهقة وبقايا الغابات شبه الحولية ومنابع المياه والمناظر الجبلية والهضاب والأنهار والشلالات والطبيعة الخضراء.
لم تلبي حدود المنتزه طموح المنظمات المجتمعية التي استشيرت في إنشائه كونها لم تحم بشكل كامل التكوينات الجيولوجية المحتوية للأحواض المائية. فقد استثنيت منطقة منجم أبولو لخام الحديد والذي تبلغ قيمته 4 مليارات ريال برازيلي والتابع لشركة فالي. بالمقابل، ضمّ المنتزه مناطقا عادة ما تستخدمها المجتمعات المحلية، مما خلق وضعا متوترا معها. دافع روبرتو فيزينتن، رئيس مؤسسة تشيكو (ICMBio)، عن تخفيض المساحة المقترحة للمشروع من 38,200 إلى 31,200 هكتار وعن مخاطر التلوث السلبية من المنجم بأنها شرُّ لا بدّ منه نظرا لانخفاض مؤشر التنمية البشرية في المنطقة. 

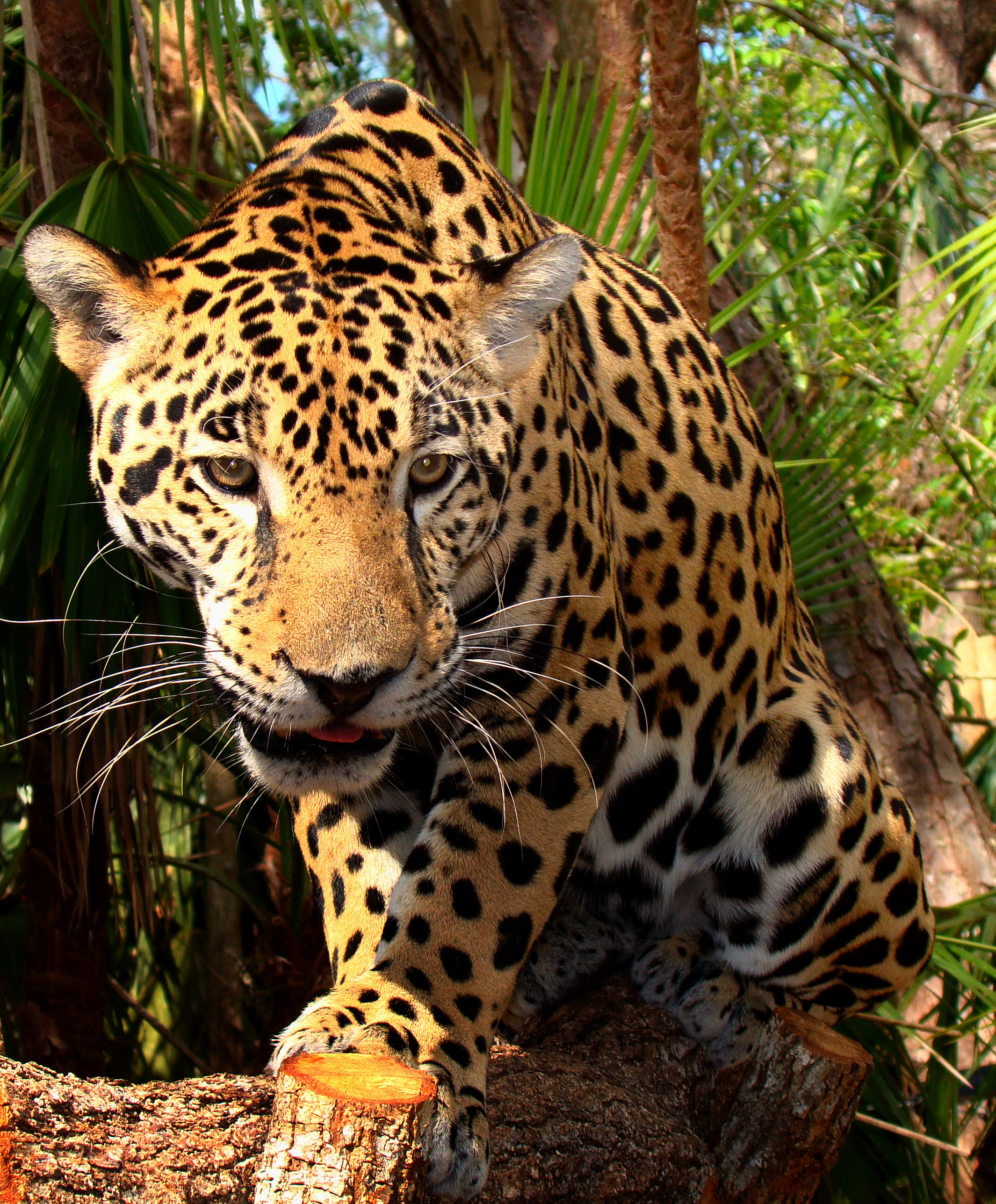
الجاغور، أحد أبرز سكان المنتزه

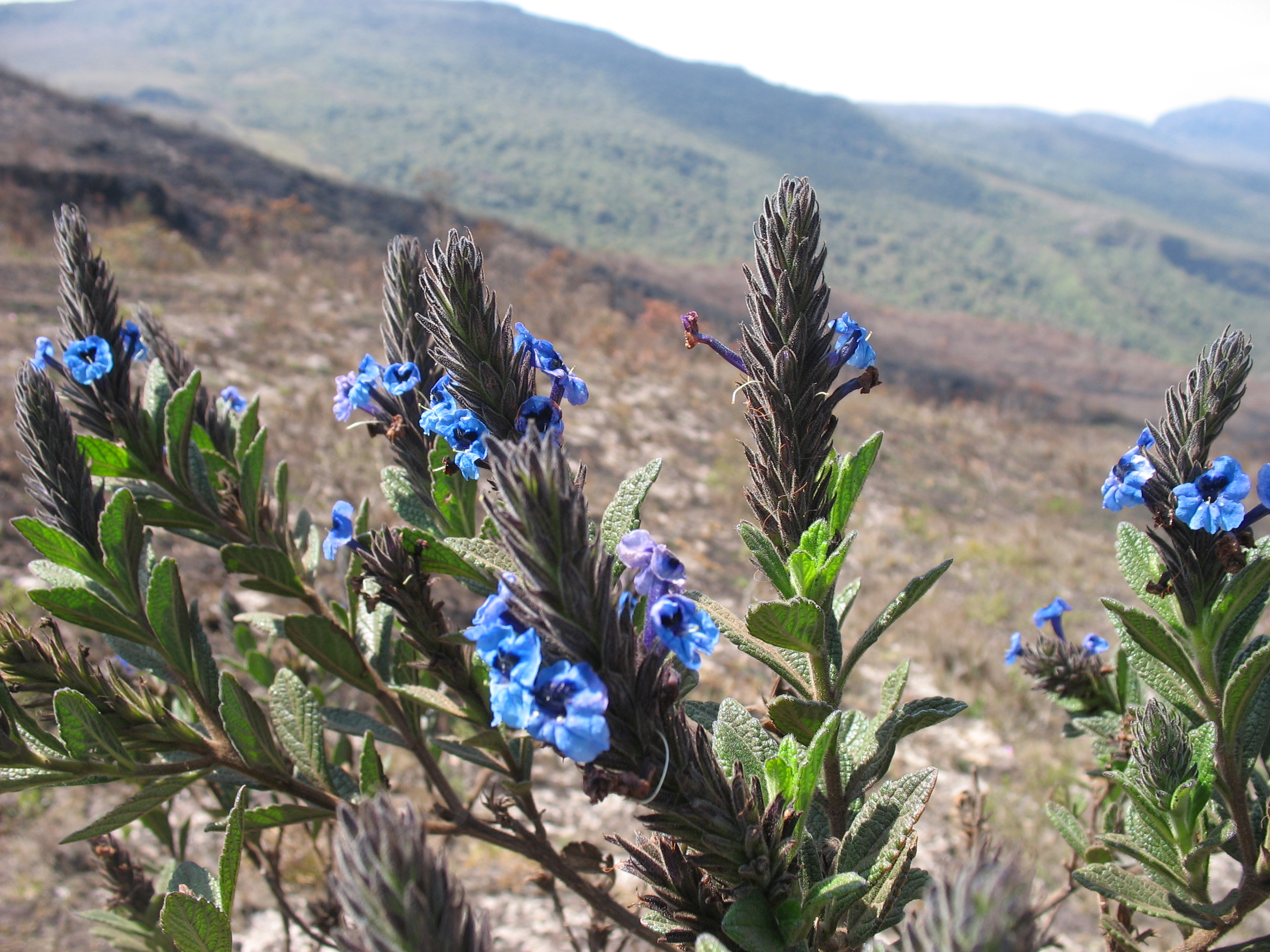
من نباتات المنتزه.

## الحياة البرية والطبيعة في المنتزه
يعتبر مربع الحديد (Quadrilátero Ferrífero)، حيث يقع المنتزه، منطقة انتقالية بين البيئة الحيوية للغابة الأطلسية والسيرادو، مما يساهم في غنى وتنوع الكائنات في لاحتوائه على كائنات من كلا البيئتين. ومن بين الحيوانات التي تعيش في المنتزه: نسر الشاكو، والحسون المغرّد، والبوما، والمارج، والبيكارية المطوّق، والتيتي المقنع، والذئب ذو العرف، التامانودا الجنوبي، وآكل النمل طويل الأنف، والجاغور.
أما الطبيعة فتضم أنواعا مناطق صخري وعشبية والسافانا والغابات، محفوظة بشكل جيد. ويوجد في المنطقة بعض أنواع النباتات مصنفة بأنها غير محصنة.

## وصلات خارجية
- معلومات عن المنتزه من موقع المؤسسة الاجتماعية والبيئية في البرازيل (The Instituto Socioambiental) (بالبرتغالية)